# Dois na Bossa
Dois na Bossa é o primeiro álbum ao vivo da cantora Elis Regina, do cantor Jair Rodrigues e da banda Jongo Trio, lançado em maio de 1965 pela gravadora Philips. Foi um grande sucesso de vendas, superando a marca de 500 mil cópias, algo até então inédito na música brasileira.

## Faixas
| N.º | Título | Compositor(es) | Duração |  |
| 1.  | "O Morro Não Tem Vez Feio Não É Bonito Samba do Carioca Este Mundo É Meu A Felicidade Samba de Negro Vou Andar por Aí O Sol Nascerá (a Sorrir) Diz que Fui por Aí Acender as Velas A Voz do Morro" | Tom Jobim / Vinicius de Moraes Carlos Lyra / Gianfrancesco Guarnieri Carlos Lyra / Vinicius de Moraes Sérgio Ricardo / Ruy Guerra Tom Jobim / Vinicius de Moraes Roberto Correia / Sylvio Son Newton Chaves Compositor / Élton Medeiros Zé Keti / Hortêncio Rocha Zé Keti | 6:35    |  |
| 2.  | "Preciso Aprender a Ser Só" | Paulo Sérgio Valle / Marcos Valle | 4:06    |  |
| 3.  | "Ziguezague" | Édson Menezes / Alberto Paz | 2:09    |  |
| 4.  | "Terra de Ninguém" | Paulo Sérgio Valle / Marcos Valle | 2:47    |  |
| 5.  | "Arrastão" | Edu Lobo / Vinicius de Moraes | 2:46    |  |
| 6.  | "Reza" | Ruy Guerra / Edu Lobo | 4:29    |  |
| 7.  | "Tá Engrossando" | Édson Menezes / Alberto Paz | 2:10    |  |
| 8.  | "Sem Deus com a Família" | César Roldão | 2:16    |  |
| 9.  | "Ué" | Alcina Maria / Osmar Navarro | 2:04    |  |
| 10. | "Menino das Laranjas" | Theo de Barros | 2:13    |  |

## Ficha técnica
- Disco gravado ao vivo no Teatro Paramount de São Paulo em 7, 8 e 12 de abril de 1964 durante show com Elis Regina, Jair Rodrigues & Jongo Trio, sob a direção de Walter Silva.[3]